# آورو تودور
آورو تودور (به انگلیسی: Avro Tudor) یک هواپیمای ساختِ کارخانهٔ آورو در کشور بریتانیا است که در سال ۱۹۴۵–۱۹۴۹ ساخته شد. این هواپیما در ۱۴ ژوئن ۱۹۴۵ میلادی نخستین پرواز خود را انجام داد.